# Bojga
Bojga (Boiga) je početný rod dost jedovatých hadů z čeledi užovkovitých (Colubridae). Jednotlivé druhy bojg jsou endemické pro jihovýchodní Asii, Indii a Austrálii. Díky své nesmírné vytrvalosti a přizpůsobivosti se však bojgy rozšířily do řady dalších příhodných lokalit po celém světě. Dnes je známo 34 druhů bojg.

## Zástupci
- Boiga andamanensis (Wall, 1909)
- Boiga angulata (Peters, 1861)
- Boiga barnesii (Günther, 1869)
- Boiga beddomei (Wall, 1909)
- Boiga bengkuluensis Orlov, Kudryavtzev, Raybov & Shumakov, 2003
- Boiga bourreti Tillack, Ziegler & Khac Quyet, 2004
- Boiga ceylonensis (Günther, 1858)
- Boiga cyanea (Duméril, Bibron & Duméril, 1854) – bojga zelená
- Boiga cynodon (Boie, 1827) – bojga psí
- Boiga dendrophila (Boie, 1827) – bojga stromová
- Boiga dightoni (Boulenger, 1894)
- Boiga drapiezii (H. Boie in F. Boie, 1827) – bojga běloskvrnná
- Boiga flaviviridis Vogel & Ganesh, 2013
- Boiga forsteni (Duméril, Bibron & Duméril, 1854) – bojga Forstenova
- Boiga gokool (Gray, 1835)
- Boiga guangxiensis Wen, 1998
- Boiga hoeseli Ramadhan, Iskandar & Subasri, 2010
- Boiga irregularis (Bechstein, 1802) – bojga hnědá
- Boiga jaspidea (Duméril, Bibron & Duméril, 1854)
- Boiga kraepelini Stejneger, 1902
- Boiga multifasciata (Blyth, 1861)
- Boiga multomaculata (Boie, 1827) – bojga mnohotečná
- Boiga nigriceps (Günther, 1863)
- Boiga nuchalis (Günther, 1875)
- Boiga ochracea (Günther, 1868)
- Boiga philippina (Peters, 1867)
- Boiga quincunciata (Wall, 1908)
- Boiga saengsomi Nutaphand, 1985
- Boiga schultzei Taylor, 1923
- Boiga siamensis Nutaphand, 1971
- Boiga tanahjampeana Orlov & Ryabov, 2002
- Boiga trigonata (Schneider in Bechstein, 1802) – bojga pustinná
- Boiga wallachi Das, 1998
- Boiga westermanni (Reinhardt, 1863) – vejcožrout indický

## Vzhled
Bojgy mají dlouhé, tenké tělo (asi 1,5–2,5 m) a v poměru k hlavě velké oči. Jednotlivé druhy se velmi liší vzorem i barvou. Řada druhů je pruhovaných, některé však mají skvrny, jiné jsou jednobarevné. Z barev jsou nejobvyklejší černá a odstíny hnědé či zelené.

## Chování
Bojgy jsou především noční hadi, kteří žijí převážně na stromech.

## Potrava
Bojgy se živí různými druhy ještěrek, malých hadů a ptáků. V divočině loví i různé menší savce.

## Jed
Toxicita jejich jedu se druh od druhu různí, obecně se však nepovažuje za životu nebezpečnou pro člověka. Bojgy patří mezi oblíbená exotická domácí zvířata, neboť jejich jed obvykle lidem neškodí.

## Rozmnožování
Bojgy patří mezi vejcorodé živočichy.

## V zajetí
Nejběžnějším druhem chovaným v zajetí je bojga stromová či ularburong, často se však chová i bojga zelená či Boiga nigriceps. V poslední době se k nim zejména na trzích s exotickými domácími zvířaty v jihovýchodní Asii přidávají i bojga psí, Boiga philippina a bojga hnědá. Ostatní druhy nebývají běžně k dostání. Díky své značné vytrvalosti a přizpůsobivosti se bojgy po prvotním období stresu způsobeném převozem v zajetí velmi dobře adaptují. Obvykle se pro účely chovu nepěstují, takže většina jedinců, které si lze pořídit, jsou hadi odchycení ve volné přírodě, a mívají tedy mnoho parazitů. Pro nezkušeného herpetologa může být přechod na čistě hlodavčí stravu poněkud problematický.

## Invazní druh
Zejména pro bojgu hnědou byl vydán federální zákaz dovozu na území USA. Stalo se tak po zkušenostech s invazí tohoto druhu na ostrov Guam.

### Invaze na Guam
Krátce po 2. světové válce se totiž několik jedinců (nebo pouze oplodněná samička) dostalo na ostrov Guam, kde nežijí přirození nepřátelé tohoto druhu, tedy predátoři, kteří by se s hady této velikosti a agresivity dokázali vypořádat. Předpokládá se, že jako dopravce posloužila americká válečná loď nebo nějaký materiál, v němž se had(i) skryl(i). Bojgy nalezly na Guamu ideální prostředí a začaly se coby invazní druh nekontrolovatelně množit.
Zhruba v polovině 60. let byla bojga hnědá rozšířena na polovině ostrova, v roce 1968 již prokazatelně žila na celém jeho území. Hustota její populace se v dnešní době odhaduje až na 15 000 jedinců na čtvereční míli. Důsledkem tohoto přemnožení je vyhubení 10 z 12 ptačích druhů žijících na ostrově před invazí (viz Muchálek guamský), zbylé jen taktak přežívají, zpravidla na speciálně vyhrazených územích, kde jsou před hady chráněny. Těžce decimováni jsou též pozemní a stromoví obratlovci, především ještěrky (vyhubení 2 z 11 původních druhů), naopak se přemnožili pavouci.
Had škodí i lidským obyvatelům ostrova. Na denním pořádku jsou uštknutí lidí či výpadky proudu – od roku 1978 bylo zaznamenáno nejméně 1600 velkých výpadků elektrického proudu vzniklých vyzkratováním elektrického vedení hady, kteří vyšplhali na stožáry nebo vnikli do transformátorů.
V rámci snah o vyhubení populace bojgy hnědé se z vrtulníků vysypávají mrtvé myši, naplněné vysokými dávkami paracetamolu, který je pro hady vysoce toxický a způsobuje pomalou a bolestivou smrt.
Redukci přemnožených bojg si vzala na starosti i samotná příroda. Větší a starší jedinci už zjevně trpí stresem z přemnožení a nedostatku potravy, což snižuje jejich rozmnožovací schopnost. Hadi z Guamu jsou v horší fyzické kondici než ti z Austrálie. Podle dat z roku 2005 se divoká populace na Guamu samovolně snižuje.